# Edith Margaret Garrud
Edith Margaret Garrud (1872–1971) va ser una activista feminista i practicant d'arts marcials que va passar a la història pel seu paper com a líder del Cos de Guardaespatlles de la Women's Social and Political Union.

## Biografia
Edith Margaret Williams va néixer el 1872 a Bath però va créixer a Gal·les, on la seva família s'havia mudat quan ella tenia cinc anys. El 1893 es va casar amb William Garrud, un professor d'educació física especialitzat en boxa i lluita lliure. El matrimoni es va instal·lar a Londres.on William treballava com a instructor per diverses universitats. El 1900 els Garrud van conèixer el mestre de jujutsu Sadakazu Uyenishi recentment instal·lat a Londres convidat des del Japó per Edward William Barton-Wright, fundador d'una art marcial mixta anomenada bartitsu. L'Edith i en William van esdevenir alumnes d'Uyenishi i quan aquesta va tornar al Japó el 1906 els va traspassar el gimnàs (o dojo) que havia obert al Soho londinenc. D'aquesta manera Edith Garrud va començar a treballar com a mestra de jujutsu per a dones i infants.
Mitjançant articles a revistes i demostracions públiques el matrimoni va popularitzar el jujutsu. El 1909 l'organització sufragista Women's Social and Polítical Union (WSPU) va convidar Edith a fer una demostració que va despertar l'interès de nombroses militants d'aquest moviment feminista pel jujutsu ja que sovint eren atacades durant les seves manifestacions. D'aquesta manera, la líder de la WSPU, Emmeline Pankhurst li va demanar que s'encarregués d'entrenar les sufragistes. Garrud va iniciar les classes per a membres d'aquesta organització al seu dojo. Aquest grup de dones és considerat el primer grup d'autodefensa feminista de la història.
L'objectiu de Garrud era ensenyar les dones a defensar-se tan dels atacs de la policia o de contramanifestants violents, com dels maltractaments domèstics dels que fossin víctimes. El 1911 va ser la responsable del guió i les coreografies d'un curtmetratge del director Cecil Armstrong titulada What Every Woman Ought to Know (Allò que tota dona ha de saber) on es mostrava com una dona s'alliberava del seu marit maltractador gràcies al jujutsu.

## Entrenament de les guardaespatlles de la WSPU

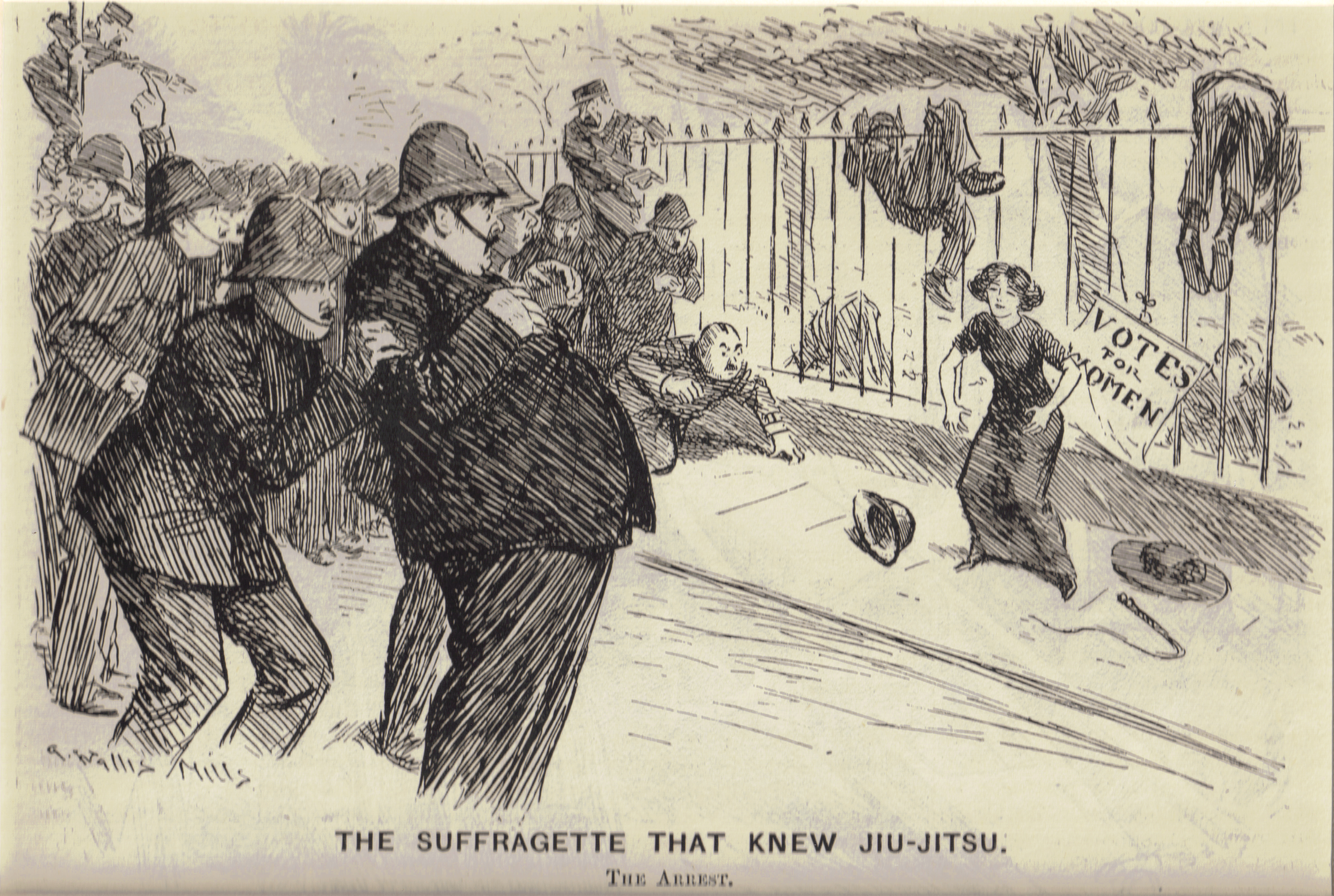
The Suffragette that Knew Jiu-Jitsu. The Arrest. Dibuix d'Arthur Wallis Mills, publicat el 1910 a Punch i The Wanganui Chronicle.

El 1913, el govern britànic va aprovar una llei coneguda com "acta del gat i el ratolí" per la qual quan les sufragistes empresonades es declaraven en vaga de fam, podien ser alliberades però quan recuperaven la salut podien ser preses de nou. Per evitar les detencions arbitràries de les seves líders la WSPU va organitzar un una trentena de dones guardaespatlles entrenades per Edith Garrud i conegudes popularment com "Jujutsufragistes" o "Amazones".
El 1914, pocs dies després de l'inici de la Primera Guerra Mundial, la líder de la WSPU Emmeline Pankhurst va decidir suspendre les accions del cos de guardaespatlles per tal de mostrar una actitud no bel·ligerant i demostrar que les sufragistes feien costat al govern durant la guerra. Edith i William van continuar ensenyant arts marcials a la seva escola fins a 1925, que van retirar-se.